# Motståndsrörelse
En motståndsrörelse är en grupp eller ett antal samverkande grupper för organiserat motstånd mot en främmande ockupationsmakt. Rörelsen kan ha en fast struktur med tydlig ledning eller agera spontant och okoordinerat. Ledningen kan men behöver inte utgöras av det ockuperade landets lagliga regering som befinner sig i exil. Motståndet kan bedrivas både militärt och icke-militärt. Det finns ingen tydlig avgränsning mellan motståndsrörelser, nationella befrielserörelser och nationella upprorsrörelser, och även gränsen mot politisk terrorism och allmän kriminell verksamhet kan vara oklar.

## Rättslig status
Folkrättsligt sett regleras deltagande i motståndsrörelser i väpnade konflikter inte av Genèvekonventionerna i de fall motståndsrörelsens deltagare anses utgöra kombattanter men de skyddas naturligtvis (som alla människor) av folkrättens förbud mot tortyr, summarisk avrättning osv. FN:s generalförsamling slog 1973 fast i resolution 3070  att alla folk har rätt att, med alla till buds stående medel (inklusive väpnad kamp) göra motstånd mot koloniala regimer, utländsk ockupation och andra former av utländskt förtryck. Denna rättighet bekräftades senare i resolution A/RES/42/22  1987, alla folk har rätt att göra motstånd mot utländska ockupationsstyrkor och rasistiska regimer i enlighet med principerna i FN-stadgan om allas rätt till frihet, självständighet och självbestämmande. Dessa motståndsrörelser erhåller dessutom rätt att söka stöd utomlands för sin sak. Tilläggas kan att en FN-resolution inte har någon folkrättslig kraft.
Franktirör är en term som har använts för en kombattant som om han tillfångatas inte nödvändigtvis är berättigad att betraktas som en krigsfånge. Frågan om franktirörer var en tvistefråga under förarbetet till 1899 års Haagkonvention.
Under krigsförbrytarrättegångarna i Nürnberg fann domstolen att partisanerna på Balkan inte åtnjöt skydd som kombattanter under 1899 och 1907 års Haagkonventioner. I domstolens utslag sades: We are obliged to hold that such guerrillas were francs tireurs who, upon capture, could be subjected to the death penalty. Consequently, no criminal responsibility attaches to the defendant List because of the execution of captured partisans.... (Dvs. "Vi är tvungna att dra slutsatsen att sådana gerillakrigare var franktirörer, som vid tillfångatagande kunde bli föremål för dödsstraff. Följaktligen kan inget straffrättsligt ansvar utkrävas av svaranden List på grund av avrättningen av tillfångatagna partisaner.")
Genom den Tredje Genèvekonventionen i sin 1949 omarbetade form, blev franktirörer berättigade till krigsfångestatus, under förutsättning att:
1. de står under befäl av en person som är ansvarig för sina underordnade,
2. de bär ett bestämt och på avstånd igenkännligt utmärkande tecken,
3. de bär sina vapen öppet,
4. de vid sina operationer iakttar krigets lagar och bruk.

De som inte uppfyller Tredje Genèvekonventions krav kan betraktas som illegala kombattanter och dömas av ockupationsmakten enligt dess lagstiftning. Enligt Internationella Rödakorskommittén: If civilians directly engage in hostilities, they are considered 'unlawful' or 'unprivileged' combatants or belligerents ... [and] They may be prosecuted under the domestic law of the detaining state for such action. (Dvs. "Om civila direkt deltar i fientliga handlingar, är de att betrakta som 'illegala' eller 'oprivilegierade' kombattanter eller stridande ... [och] De kan bli åtalade enligt den tillfångatagande statens egen lagstiftning för sådana handlingar.

## Historik
Motståndsrörelser har i princip funnits så länge det funnits ockupationsmakter, antikens seloter (ofta stämplade som de första terroristerna) som kämpade mot Romarrikets ockupation kan ses som ett tidigt exempel. Väpnade motståndsrörelser är ofta gerillarörelser och ordet gerilla ("litet krig") myntades under den spanska befolkningens kamp mot de franska ockupationstrupperna under napoleonkrigen. En bortglömd motståndsrörelse är Skogsbröderna, som långt in på 1950-talet med vapen bekämpade den sovjetiska ockupationen av Estland, Lettland och Litauen. En annan är den ukrainska upprorsarmén (UPA), Українська Повстанська Армія, som kämpade mot den polska folkrepubliken till 1947 och mot Sovjetunionen till 1949. Enligt amerikanska beräkningar hade UPA:s motstånds kostat livet på 35 000 sovjetiska polistrupper och kommunistpartimedlemmar efter andra världskrigets slut.
Repressalier från ockupationsmakten är ofta våldsamma till exempel så avrättades 35 000 serber för att ha deltagit i motståndsrörelsens aktioner under ockupationen av Serbien under första världskriget. Stalins folkmordskampanj för att krossa det ukrainska motståndet dödade 1932-1933 sju miljoner människor. 50 000 människor försvann från de baltiska staterna på våren 1941 som hämnd för det antisovjetiska motståndet. Ytterligare 10 000 värnpliktiga ester dog i sibiriska arbetsbataljoner på grund av omänskliga arbetsförhållanden och mord. Cirka 1 500 personer dog genom israeliska bombningar av Gazaremsan under några veckor i slutet av 2008 och början av 2009.[källa behövs].

## Ett urval deltagare i motståndsrörelser

### Personer som blev politiska ledare
- Gustav Vasa, Sverige, ledare för motståndsrörelsen mot danskarna, sedermera Sveriges konung.
- Josip Broz Tito, Jugoslavien, ledare för de kommunistiska partisanerna under kriget, sedermera Jugoslaviens president.
- Charles de Gaulle, Frankrike, exilledare för det franska motståndet under andra världskriget, sedermera Frankrikes president
- Nelson Mandela, Sydafrika, ledare för ANC som bekämpade den rasistiska apartheidregimen, sedermera Sydafrikas president
- Robert Mugabe, Zimbabwe, ledare för Zanu-PF som verkade mot regimen i dåvarande Rhodesia, sedermera Zimbabwes diktator.
- Jomo Kenyatta, Kenya,  ledare för Kenyas Afrikanska Union (KAU) som verkade för självständighet. Sedermera Kenyas premiärminister och därefter president.
- Mahatma Gandhi, Indien, ledare för rörelsen Satyagraha, baserad på icke-våld, i syfte att tvinga bort britterna från Indien. Ordförande för Kongresspartiet.
- Tadeusz Bór-Komorowski, Polen, även känd som general Bor, polska hemarméns (Armia Krajowa, AK) ledare under andra världskriget. Tillfångatogs av tyskarna, sedermera polsk premiärminister i exil.
- Fidel Castro, Kuba, Ledde 26 juli-rörelsen som kämpade för att befria det kubanska folket från diktatorn Fulgencio Batista. Blev sedermera själv diktator och ledare för det kommunistiska partiet.
- Yassir Arafat, Palestina, Ledare för PLO som kämpade för Palestinas frihet. Blev den Palestinska myndighetens ordförande och vann Nobels fredspris.
- Yoweri Museveni, Uganda, Ledare för motståndarrörelsen Nationella Motståndsarmén som kämpade mot både Idi Amins och Milton Obotes diktatur. Sedermera Ugandas president och bekämpas nu själv av motståndsrörelsen LRA.
- Sam Nujoma, var självständighetsrörelsen SWAPOs ordförande sedan 1960. Han var Namibias president från mars 1990 till mars 2005.

### Personer som fick betala med sina liv
- Spartacus, ledare för ett slavuppror i antikens Rom. Stupade i strid mot romarna. Blev senare en symbol för flera andra revolutioner som den franska revolutionen, Karl Marx, Rosa Luxemburg och Che Guevara
- Vercingetorix, Gallien, ledde de galliska soldaterna i den galliska kriget. Blev avrättad av Julius Caesar.
- Sir William Wallace, Skottland, ledaren för den skotska kampen för Skottlands frihet från engelsmännen. Blev senare avrättad genom hängning, dragning och fyrdelning men skottarna fortsatte kampen under ledning av Robert I.
- Engelbrekt Engelbrektsson, Sverige, ledde Engelbrektsupproret emot Erik av Pommern, kung över Kalmarunionen. Mördades av riddare Måns Bengtsson (Natt och Dag).
- Jean Moulin, Frankrike, motståndsman under andra världskriget, avled efter att torterats av Gestapo och SS.
- Che Guevara, Kuba, Marxistisk motståndare som ledde flera revolutioner innan han blev avrättad av den Bolivianska regeringen.
- Abu Ali Mustafa, Palestina, ledare för PFLP och dödad 2001 av israeliska krigsmakten.
- Ahmad Yassin, Palestina, ledare för Hamas och dödad 2004 av israeliska krigsmakten.

### Personer som gjorde andra karriärer efter motståndet
- Jan Karski, Polen, redogjorde under andra världskriget för tyska brott begångna i Polen under andra världskriget. Sedermera akademiker och forskare i USA.
- Édith Piaf